# Hemisphaerius triangularis
Hemisphaerius triangularis är en insektsart som beskrevs av Melichar 1914. Hemisphaerius triangularis ingår i släktet Hemisphaerius och familjen sköldstritar. Inga underarter finns listade i Catalogue of Life.